# Luis Bedoya de Vivanco
Luis Guillermo Bedoya de Vivanco (Lima, 6 de novembre de 1946 - Lima, 30 de novembre de 2015) va ser un advocat i polític peruà.
Fill de Luis Bedoya Reyes i Laura de Vivanco, realitzà els seus estudis de primària en el Col·legi Immaculado Corazón i va culminar la secundària en el Col·legi Santa María Marianistas. Va estudiar Dret en la Pontifícia Universitat Catòlica del Perú. Va ser triat Alcalde de Miraflores pel Partido Popular Cristiano en els períodes 1984-1986 i 1987-1989.
Va postular a l'alcaldia de Miraflores en 1999 pel Moviment Lluito en Miraflores i va ser triat. Al maig de 2001 va ser internat en el Penal de Sant Jordi pel delicte de Peculado, a causa que va rebre 25.000 dòlars de l'assessor presidencial, Vladimiro Montesinos, com a contribució a la seva campanya per a l'alcaldia, a canvi de recolzar al govern del llavors president Alberto Fujimori. Aquests fons van ser obtinguts del Servei d'Intel·ligència Nacional. Bedoya va ser alliberat a l'agost de 2005, a causa que es va acollir a la semillibertat, per haver complert dos terços de la condemna i haver pagat una reparació civil. Va morir el 30 de novembre de 2015, víctima d'una patologia renal.